# Histiodroma tricolor
Histiodroma tricolor är en tvåvingeart som beskrevs av James 1940. Histiodroma tricolor ingår i släktet Histiodroma och familjen vapenflugor.
Artens utbredningsområde är Peru. Inga underarter finns listade i Catalogue of Life.